# Liste der Monuments historiques in Goualade
Die Liste der Monuments historiques in Goualade führt die Monuments historiques in der französischen Gemeinde Goualade auf.

## Liste der Bauwerke
| Bezeichnung       | Beschreibung              | Standort | Kennzeichnung | Schutzstatus | Datum | Bild           |
| ----------------- | ------------------------- | -------- | ------------- | ------------ | ----- | -------------- |
| Schäfereigebäude  | Erbaut um 1800            | (Lage)   | PA00083916    | Inscrit      | 1992  | weitere Bilder |
| Kirche St-Antoine | Erbaut im 12. Jahrhundert | (Lage)   | PA00083561    | Inscrit      | 1925  | weitere Bilder |

## Liste der Objekte
- Monuments historiques (Objekte) in Goualade in der Base Palissy des französischen Kultusministeriums